# Iris nectarifera
Iris nectarifera är en irisväxtart som beskrevs av Adil Güner. Iris nectarifera ingår i släktet irisar, och familjen irisväxter.

## Underarter
Arten delas in i följande underarter:
- I. n. mardinensis
- I. n. nectarifera